# 4744 Rovereto
A 4744 Rovereto (ideiglenes jelöléssel (4744) 1988 RF5) a Naprendszer kisbolygóövében található aszteroida. Henri Debehogne fedezte fel 1988. szeptember 2-án.